# Горбко, Юрий Николаевич
Юрий Николаевич Горбко (1908—1942) — подполковник Рабоче-крестьянской Красной Армии, участник советско-финской и Великой Отечественной войны, Герой Советского Союза (1940).

## Биография
Юрий Горбко родился 23 марта 1908 года в Новоград-Волынском (ныне — Житомирская область Украины). В 1926 году он окончил семилетнюю школу в Москве, после чего работал клепальщиком на одном из московских заводов. В декабре 1929 года Горбко был призван на службу в Рабоче-крестьянскую Красную Армию. В 1932 году он окончил Борисоглебскую военно-авиационную школу лётчиков. Участвовал в советско-финской войне, в ходе которой отличился.
В звании гвардии капитана Горбко командовал 2-й эскадрильей 50-го скоростного бомбардировочного авиаполка 18-й скоростной бомбардировочной авиабригады 7-й армии Северо-Западного фронта. Принимал участие в бомбардировках финских позиций в Выборгском районе, районах Кексгольма, Сортавалы.
Указом Президиума Верховного Совета СССР от 21 марта 1940 года за «отличное выполнение 48 боевых вылетов по уничтожению дотов, дзотов, живой силы и техники противника и проявленные при этом мужество и героизм» капитан Юрий Горбко был удостоен высокого звания Героя Советского Союза с вручением ордена Ленина и медали «Золотая Звезда» за номером 255.
С начала Великой Отечественной войны — на её фронтах. Принимал участие в боях на Западном, Брянском и Юго-Западном фронтах. Совершил 35 боевых вылетов, из них 24 ведущим группы. 27 мая 1942 года в районе Изюм-Барвенково самолёт Горбко был подбит, загорелся и стал падать. Горбко удалось увести самолёт и посадить его в болоте. Экипажу самолёта удалось выжить, однако Горбко оказался прижатым к пилотному сиденью. Попытки вызволить его успеха не имели, и тогда Горбко передал членам экипажа свою медаль «Золотая Звезда» и документы, приказав им немедленно уходить, после чего застрелился.
В том же 1942 году пилоты авиаполка рядом с местом своего постоянного базирования в городе Елец современной Липецкой области создали символическое захоронение своего командира. Мемориальная плита с именем Героя Советского Союза подполковника Горбко и сегодня находится в Ельце на мемориальном комплексе на площади Революции. После войны аналогичное символическое захоронение Юрия Горбко было создано неподалёку от места его гибели в селе Червоный Шахтёр Изюмского района Харьковской области (Украина).
Кроме звания Героя Советского Союза Юрий Горбко награждался двумя орденами Ленина, орденом Красного Знамени и медалью «За боевые заслуги». Почётный гражданин города Новоград-Волынский